# Funkcje sferyczne
Funkcje sferyczne (kuliste) – rozwiązania równania różniczkowego liniowego postaci
{\displaystyle (1-z^{2})u''-2zu'+\left[\nu (\nu +1)-{\frac {\mu ^{2}}{1-z^{2}}}\right]u=0,}
gdzie:
{\displaystyle z} – zmienna zespolona,
{\displaystyle \mu ,} {\displaystyle \nu } – parametry o dowolnych wartościach rzeczywistych lub zespolonych.